# Yvel
Yvel is een Frans historisch merk van motorfietsen.
De bedrijfsnaam was: Motorcycles et Moteurs Yvel, Paris.
Yvel was een klein bedrijf dat in 1921 begon met de productie van lichte motorfietsjes met eigen 174- en 233cc-zijklepmotoren. Hoewel er in deze na-oorlogse jaren wel vraag was naar goedkope en lichte vervoermiddelen, werd de productie in 1924 weer beëindigd.